# 아파르어
아파르어(Afar language)는 아프로아시아어족의 언어이며, 쿠시어파에 속한다. 이 언어는 지부티, 에리트레아, 에티오피아의 아파르인들이 사용한다.

## 공식적인 지위
지부티에서 아파르어는 국어로 인식된다. 또, 지부티 라디오 방송 공용망의 방송 언어들 가운데 하나이기도 하다.
에리트레아에서도 9개의 국어들 가운데 하나로 인식된다.
에티오피아의 아파르 주에서도 아파르어는 공식 언어로 인식된다.

## 음운

### 닿소리
|        |        | 입술소리 | 치경음 | 권설음 | 경구개음 | 연구개음 | 인두음 | 성문음 |
| ------ | ------ | -------- | ------ | ------ | -------- | -------- | ------ | ------ |
| 비음   | 비음   | m        | n      |        |          |          |        |        |
| 파열음 | 무성음 |          | t      |        |          | k        |        |        |
| 파열음 | 유성음 | b        | d      |        |          | g(/ɡ/)   |        |        |
| 마찰음 | 무성음 | f        | s      |        |          |          | c(/ħ/) | h      |
| 마찰음 | 유성음 |          |        |        |          |          | q(/ʕ/) |        |
| 유음   | 탄음   |          | r(/ɾ/) | x(/ɽ/) |          |          |        |        |
| 유음   | 설측음 |          | l      |        |          |          |        |        |
| 반모음 | 반모음 | w        |        |        | y(/j/)   |          |        |        |

### 홀소리
|          | 전설   | 전설     | 중설     | 후설   | 후설     |
| 짧은소리 | 긴소리 | 짧은소리 | 중설     | 긴소리 |          |
| -------- | ------ | -------- | -------- | ------ | -------- |
| 고모음   | i      | ii(/iː/) |          | u      | uu(/uː/) |
| 중모음   | e      | ee(/eː/) |          | o      | oo(/oː/) |
| 저모음   |        |          | aa(/aː/) | a(/ʌ/) |          |

## 같이 보기
- 아파르 주
- 아파르인
- 아파르어 위키백과